# ویستان پایین
ویستان پایین روستایی در دهستان خرمدره در بخش مرکزی شهرستان خرمدره استان زنجان ایران است. این روستا بر اساس سرشماری سال ۱۳۸۵ خورشیدی ۳۵ نفر جمعیت و ۱۲ خانواده ساکن داشته است.